# Georg Troescher
Georg Troescher (* 2. September 1893 in Berlin; † 28. März 1970 in Tübingen) war ein deutscher Kunsthistoriker.

## Leben
Georg Troescher wurde 1926 an der Universität Berlin promoviert. Ab 1933 arbeitete er beim Landesmuseum Karlsruhe. 1936 bis 1938 war er Stipendiat am Kunsthistorischen Institut der Universität Bonn, wo er vom Wintersemester 1938/39 bis zum Wintersemester 1944/45 einen Lehrauftrag für niederländische und burgundische Kunst hatte, 1940 wurde er dort bei Alfred Stange habilitiert und Privatdozent.
Seit 1949 lebte er als Privatgelehrter in Tübingen und lehrte dort auch an der Universität.

## Veröffentlichungen (Auswahl)
- Weltgerichtsbilder in Rathäusern und Gerichtsstätten. In: Wallraf-Richartz-Jahrbuch 11, 1939, S. 139–214.
- Die Bildwerke am Ostchor des Wormser Doms. Deutung und Bestimmung, künstlerische Quellen und weitere Zusammenhänge in der romanischen Bauplastik. In: Zeitschrift für Kunstgeschichte 21, Heft 2 (1958), S. 123–169.